# Gud, dig allena vare pris och ära
Gud, dig allena vare pris och ära är en av de så kallade slutpsalmerna i Svenska Missionsförbundets sångbok 1920. Någon författare eller något ursprung anges inte. 

## Publicerad som
- Nr 780 i Svenska Missionsförbundets sångbok 1920 består av enbart en vers under rubriken "Slutsånger".